# André Parayre
André Parayre (né à Albi le 21 juin 1905 et disparu au large des Rochers de Saint-Pierre et Saint-Paul le 10 février 1936) est un aviateur français de l'Aéropostale.

## Historique
André Parayre a été élève au lycée Rascol d'Albi. Il a fait ensuite des études en section industrielle et rentre enfin dans l'aviation à Toulouse. Il rejoint l'Aéropostale le 15 juin 1929. Cette dernière ayant disparu pour raisons économiques, il travaille en 1933 pour la nouvelle compagnie Air France.
Il disparaît le 10 février 1936 avec tout l'équipage du Latécoère 301 Ville de Buenos Aires, au cours d'une traversée Natal-Dakar. Il avait à son actif 4 200 heures de vol. Il était l'ami de Jean Mermoz.